# نويشتات أن در فاينشتراسه
نوياشتات آن در واين اشترايه (بالألمانية: Neustadt an der Weinstraße) هي urban district of Germany و بلدة ألمانية تقع في ألمانيا في راينلند بالاتينات. يقدر عدد سكانها بـ 53,506 نسمة .

## المدن التوأمة
مدن ماكون، لنكن (توضيح)، فيرنيغيروده، تشوانتشو، مانشستر، نيو هامبشير و ينيشهير هي مدن توأمة لـنوياشتات آن در واين اشترايه.

## أعلام
- لودفيغ وولف
- أندريا مور
- هانز غايغر
- ماريو باسلر
- والتر بروخ
- بول مونش